# Iris Bohnet
Iris Bohnet, née en 1966 à Lucerne, est une économiste et universitaire suisse, spécialisée dans l'analyse des biais de genre dans le monde du travail,,.
Elle est professeur de politique publique à l'Université Harvard depuis 2006.

## Biographie

### Origines et famille
Iris Bohnet naît en 1966 à Lucerne. Elle grandit à Emmen, dans le même canton, avec sa sœur aînée. 
Ses deux parents sont Allemands. Son père est, à la fin de sa carrière, chef du personnel d'une société de textiles ; sa mère tient le foyer familial. 
Elle est mariée depuis 1996 à un juriste, Michael Zürcher,, et mère de deux enfants. La famille vit à Boston. 

### Études
Après le gymnase, Iris Bohnet prend une année sabbatique pendant laquelle elle séjourne à Berkeley, en Californie, et en Suisse romande. Elle s'inscrit ensuite à l'Université de Zurich, où elle étudie l'économie, l'histoire et les sciences politiques. Elle obtient en 1997 un doctorat en économie sous la direction de Bruno S. Frey (de), puis passe un an en tant que chercheuse à la Haas School of Business à l'université de Californie à Berkeley. 
Elle rejoint la Harvard Kennedy School en tant que professeure adjointe en 1998 et y est nommée professeure en 2006,.

### Carrière professionnelle
Iris Bohnet est professeure de politique publique à la John F. Kennedy School of Government, l'école d'affaires publiques de l'université Harvard, à Cambridge, dans l'État du Massachusetts. Elle est également directrice du programme « Femmes et politique publique »,, directrice adjointe du laboratoire Harvard Decision Science Laboratory et présidente de la chaire du programme exécutif « Leadership mondial et politique publique pour le XXIe siècle » pour le Forum économique mondial des jeunes leaders mondiaux. 
Elle siège aux conseils d'administration de l'Institut de hautes études internationales et du développement basé à Genève de l'université d'économie et de gestion de Vienne et de nombreuses revues académiques. En outre, elle est membre du Global Agenda Council sur l'autonomisation des femmes du Forum économique mondial. Elle est membre du conseil d'administration de Crédit suisse de 2012 jusqu'au rachat de la banque par UBS en 2023.

### Sport
Elle est vice-championne suisse de natation synchronisée à l'âge de 15 ans.

## Domaine de recherche
Iris Bohnet est une économiste comportementale combinant les notions de l'économie et de la psychologie. Sa recherche se concentre sur les questions de confiance et de prise de décision, souvent avec une perspective de genre ou de transculturalité. Ses recherches les plus récentes portent sur « les élans vers l'égalité de genre », qui sont décrits comme des « interventions pour vaincre les préjugés et la discrimination dans les institutions, en politique et dans la société ». Elle propose notamment de travailler sur les biais de genre qui affectent le fonctionnement discriminatoire des institutions, plutôt que d'essayer de changer les comportements individuels. Cette perspective est décrite dans son livre What works gender equality by design,,.

## Publications
- What Works: Gender Equality by Design. Belknap Press of Harvard University. Press, 2016.  (ISBN 978-0-674-08903-7)
- (en) Iris Bohnet et Siri Chilazi, Make Work Fair : Data-Driven Design for Real Results, Harper Business, 2025, 384 p. (ISBN 978-0063374416)